# فريق العالم في القرن العشرين
فريق العالم في القرن العشرين (بالإنجليزية: World Team of the 20th Century) هو فريق يتضمن أحد عشر لاعبا و تتكون من حارس و أربعة مدافعين و ثلاثة لاعبي خط وسط و ثلاثة مهاجمين، تم اختيارهم كممثلين في فريق العالم في القرن العشرين في عام 1998.
الفريق أعلن برعاية ماستركارد في 10 يونيو 1998، في نفس وقت حفل افتتاح بطولة كأس العالم لكرة القدم 1998 من قبل الفيفا، بتصويت 250 صحفيا دوليا. ينبغي اختيار اللاعبين الذين وردت أسماؤهم في فريق القرن العشرين لكل من اتحاد أمريكا الجنوبية لكرة القدم (أمريكا الجنوبية) و الاتحاد الأوروبي لكرة القدم (أوروبا). كما تم تمثيل بعض فرق من القرن العشرين من قبل لاعبين من اتحاد أمريكا الشمالية لكرة القدم (أمريكا الشمالية و الوسطى) و الاتحاد الأفريقي لكرة القدم (أفريقيا) و بعض لاعبين من الاتحاد الآسيوي لكرة القدم (آسيا) واتحاد أوقيانوسيا لكرة القدم (أوقيانوسيا). و قد تم اختيار هذه الفرق من قبل هيئة محلفين من الصحفيين في أمريكا الشمالية و أمريكا الوسطى و أفريقيا و آسيا و أوقيانوسيا،و أوروبا و أمريكا الجنوبية. و لكن اللاعبين لم ينتخبوا في نفس الوقت مع اختيار الفرق.

## قائمة اللاعبين
| المركز   | اللاعب              | فترة اللعب مع المنتخب                  | الفريق | ترتيبه في مجلة وورد سوكر (أعظم 100 لاعب) | الجوائز |
| -------- | ------------------- | -------------------------------------- | --- | ---------------------------------------- | --- |
| الحارس   | ليف ياشين           | الاتحاد السوفيتي (1954-1970)           | دينامو موسكو (1949-1971) | 11                                       | الكرة الذهبية (1963) جائزة يوبيل الاتحاد الأوروبي فريق الأحلام في بطولة كأس العالم فريق الفيفا في كأس العالم جائزة فريق البطولة في بطولة كأس العالم (1958) |
| مدافع    | كارلوس ألبرتو توريس | البرازيل (1964-1977)                   | فلومينينسي (1963-66, 1974-77) سانتوس (1966-1974) فلامينغو ريغاتاس (1977) كوسوموس نيويورك (1977-80, 1982) كاليفورنيا سورف (1981)                    | غير مصنف                                 | أفضل 100 لاعب حي جائزة فريق البطولة في بطولة كأس العالم (1970) |
| مدافع    | فرانز بيكنباور      | ألمانيا (1977-1965)                    | بايرن ميونخ (1977-1965) كوسوموس نيويورك (1977-80, 1983) هامبورغ (1982-1980)                                                                        | 4                                        | الكرة الذهبية (1972,1976) أفضل 100 لاعب حي فريق الأحلام في بطولة كأس العالم فريق الفيفا في كأس العالم جائزة فريق البطولة في بطولة كأس العالم (1966, 1970, 1974) جائزة أفضل لاعب شاب في بطولة كأس العالم (1966)                                                                                     |
| مدافع    | بوبي مور            | إنجلترا (1973-1962)                    | وست هام يونايتد (1958-1974) فولهام(1974-1977) سان أنتونيو تاندر (1977) سياتل ساوندرز (1978)                                                        | 14                                       | فريق الفيفا في كأس العالم جائزة يوبيل الاتحاد الأوروبي جائزة فريق البطولة في بطولة كأس العالم (1966) |
| مدافع    | نيلتون سانتوس       | البرازيل (1963-1949)                   | بوتافوغو ريغاتاس (1949-1965) | غير مصنف                                 | أفضل 100 لاعب حي جائزة فريق البطولة في بطولة كأس العالم (1958) |
| لاعب وسط | يوهان كرويف         | هولندا (1966-1978)                     | أياكس أمستردام (1964-73, 1981-83) برشلونة (1973-1978) لوس أنجلوس أزتك (1979) واشنطن دوبلومايتس (1980-1981) نادي ليفانتي (1981) فيينورد (1983-1984) | 3                                        | الكرة الذهبية (1971,1973,1974) أفضل 100 لاعب حي فريق الأحلام في بطولة كأس العالم فريق الفيفا في كأس العالم جائزة يوبيل الاتحاد الأوروبي جائزة فريق البطولة في بطولة كأس العالم (1974) جائزة الكرة الذهبية في بطولة كأس العالم (1974)                                                               |
| لاعب وسط | ألفريدو دي ستيفانو  | الأرجنتين (1947) · إسبانيا (1957-1961) | ريفر بليت (1943-45, 1947-49) هوراكان (1946-1947) لوس ميلوناريوس (1949-1953) ريال مدريد (1953-1964) إسبانيول (1964-1966)                            | 6                                        | سوبر الكرة الذهبية (1989) الكرة الذهبية (1957,1959) أفضل 100 لاعب حي جائزة يوبيل الاتحاد الأوروبي |
| لاعب وسط | ميشيل بلاتيني       | فرنسا (1976-1987)                      | نانسي (1972-1979) سانت إتيان (1979-1982) يوفنتوس (1982-1987)                                                                                       | 5                                        | الكرة الذهبية (1983, 1984, 1985) جائزة أونزي الذهبية (1983, 1984, 1985) جائزة ورلد سوكر أفضل لاعب في العالم (1984, 1985) أفضل 100 لاعب حي فريق الأحلام في بطولة كأس العالم فريق الفيفا في كأس العالم جائزة فريق البطولة في بطولة كأس العالم (1982, 1986)                                           |
| مهاجم    | غارينشيا            | البرازيل (1955-1966)                   | بوتافوغو ريغاتاس (1953-1965) كورينثيانز (1966) جونيو دي بارانكويلا (1968) فلامينغو ريغاتاس (1968-1969) أولاريا ريو (1972)                          | 20                                       | جائزة فريق البطولة في بطولة كأس العالم (1958, 1962) جائزة الحذاء الذهبي في بطولة كأس العالم (1962) |
| مهاجم    | دييغو مارادونا      | الأرجنتين (1977-1994)                  | أرجنتينوس جونيورز (1976-1981) بوكا جونيورز (1981-82, 1995-97) برشلونة (1982-1984) نابولي (1984-1991) إشبيلية (1992-1993) نيولز أولد بويز (1993)    | 2                                        | أفضل لاعب جنوب أمريكي (1979,1980) جائزة أونزي الذهبية (1986, 1987) أفضل 100 لاعب حي فريق الأحلام في بطولة كأس العالم فريق الفيفا في كأس العالم جائزة فريق البطولة في بطولة كأس العالم (1986, 1990) جائزة الكرة الذهبية في بطولة كأس العالم (1986) جائزة الكرة البرونزية في بطولة كأس العالم (1990) |
| مهاجم    | بيليه               | البرازيل (1956-1971)                   | سانتوس (1956-1974) كوسوموس نيويورك (1975-1977) | 1                                        | أفضل لاعب جنوب أمريكي (1973) أفضل 100 لاعب حي فريق الأحلام في بطولة كأس العالم فريق الفيفا في كأس العالم جائزة فريق البطولة في بطولة كأس العالم (1958, 1970) جائزة أفضل لاعب شاب في بطولة كأس العالم (1958)                                                                                        |